# Amantius von Rodez

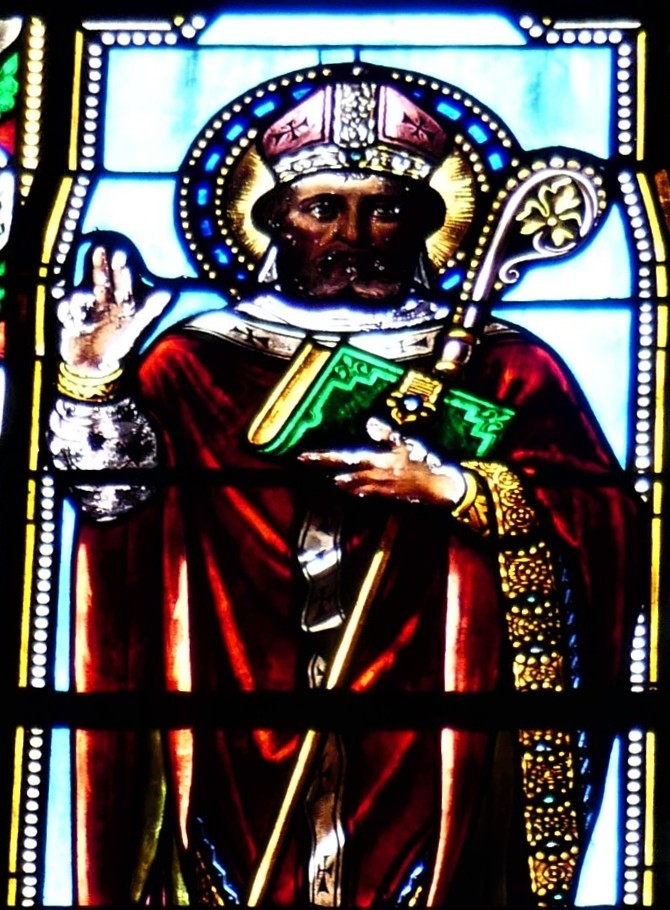
Hl. Amantius

Amantius von Rodez (französisch Saint-Amand, Saint-Dalmas oder Saint-Chamas) war um die Mitte des 5. Jahrhunderts der erste Bischof der südfranzösischen Stadt Rodez. Er wird als Heiliger verehrt; sein Gedenktag ist der 4. November.

## Vita
Über das Leben des Hl. Amantius ist so gut wie nichts bekannt. Er machte es sich zur Aufgabe, die vielen Lokalgottheiten auf dem Gebiet der Ruthener zu stürzen und den Menschen auf diese Weise den Weg zum Christentum freizumachen. Seine bekannteste Tat ist der Sturz der Hauptgöttin Ruth. Sidonius Apollinaris schrieb in einem Brief des Jahres 485 an den damaligen Bischof von Rodez, Amantius habe die erste Kirche der Stadt an der Stelle der heutigen Kathedrale erbaut. Sein Nachfolger Quintianus ließ die Gebeine des Heiligen im Jahr 506 in die nun nach ihm benannte und vergrößerte Basilika von Rodez überführen (Translation).

## Verehrung
Zahlreiche Orte und Kirchen in ganz Frankreich tragen den Namen Saint-Amand (nicht zu verwechseln mit den Hll. Amandus von Straßburg oder Amandus von Maastricht).

## Darstellung
Mittelalterliche Darstellungen des Heiligen sind unbekannt. Die wenigen neuzeitlichen Darstellungen zeigen ihn im Bischofsornat.